# Kordyszów
Kordyszów (ukr. Кордишів) – wieś na Ukrainie  w obwodzie tarnopolskim, w rejonie krzemienieckim.